# Flamingobrunnen
Der Flamingobrunnen ist ein Springbrunnenensemble in Zwickau auf dem Neuberinplatz, nahe dem Hauptmarkt.

## Beschreibung
Das Brunnenensemble besteht aus vier eingefassten Wasserflächen sowie der Plastik zweier Flamingos, die sich auf einem rechteckigen Sockel über der südlichsten Wasserfläche erhebt, in die aus einer kleinen Fontäne Wasser einströmt. Der Brunnen wird umrahmt von einer Grünanlage mit Freiflächen. Nordwestlich schließt sich der Hauptmarkt an.

## Geschichte

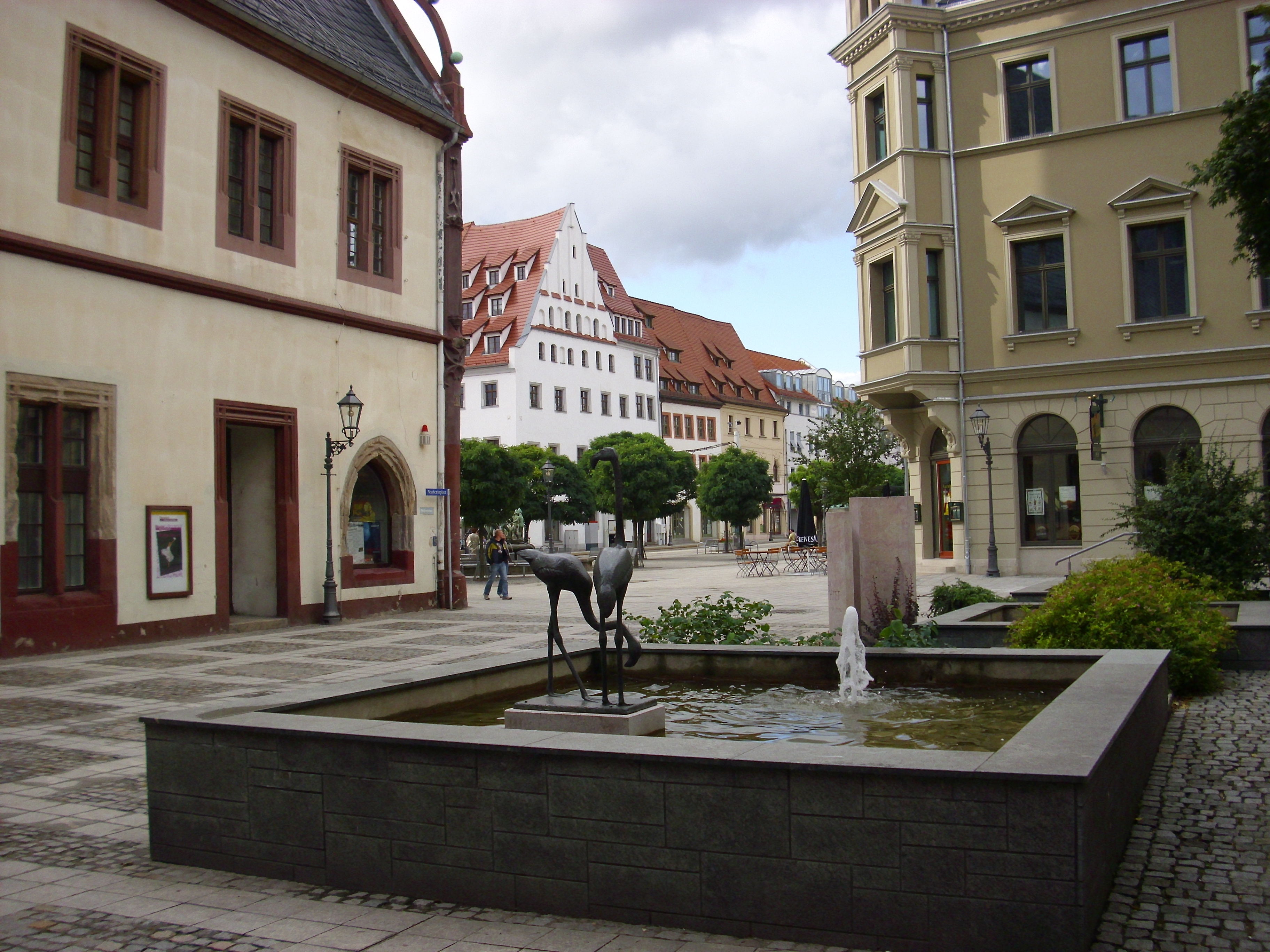
Flamingobrunnen mit Gewandhaus (links) und Blick zum Hauptmarkt (2010)

Die Brunnenanlage wurde Anfang der 1970er-Jahre mit verhältnismäßig bescheidenen Mitteln errichtet. 2016 waren die Anlagen verschlissen und entsprachen nicht mehr den Vorschriften, so dass an den unterirdischen technischen Anlagen ein sehr hoher Investitionsbedarf bestand und das Wasser abgeschaltet werden musste. Die Becken wurden mit Erde befüllt und jährlich neu bepflanzt. 
Im Rahmen einer geplanten Neugestaltung des Neuberinplatzes soll das Brunnenensemble saniert werden. Der Baubeginn ist für 2024 vorgesehen, die Fertigstellung im Jahr 2026, also 10 Jahre nach der Abschaltung.

## Einzelbelege
1. 1 2  
Michael Stellner: Flamingobrunnen bleibt ein Jahrzehnt trocken. In: Freie Presse, Zwickauer Zeitung. 26. Juni 2021, S. 9 (freiepresse.de [abgerufen am 24. Juli 2021] kostenpflichtige Webseite).